# Komunistička nomenklatura
Nomenklatura ili komunistička nomenklatura označava u realsocijalizmu prvenstveno popis kadra u komunističkoj partiji, upravi, gospodarstvu i društvu. Ovaj popis je instrument dugoročnog planiranja ljudskih resursa u svezi komunističkih režima. Drugi značaj pojma nomenklatura je opis osoba koje se nalaze na važnim vodećim mjestima.
Komunistička nomenklatura se je smatrala "avangardom" "radničke klase", koju vodi centralni komitet, a na njezinom čelu se nalazi "veliki vođa" kojeg uglavom prati kult ličnosti. Pravni proces oslobađanja društva od vlasti komunističke nomenklature naziva se lustracija i proveden je u većini država u Europi koje su ranije imale socijalističko uređenje. 

## Glasovanje
Ako se provodilo glasovanje, rezultate tih glasovanja nomenklatura je već unaprijed držala kod sebe jer su "znali bolje od naroda što narodu treba". Na društveno-političkoj razini marksisti su razmišljali u binarnim jednodimenzionalnim kategorijama prijatelj-neprijatelj. Tko nije bio s njima, tko je imao različito političko mišljenje, bio je njihovim neprijateljem. Disidente ili političke neistomišljenike je prema nomenklaturi trebalo neutralizirati, odstraniti i krajnje likvidirati. Oni koji su imali različito mišljenje bili su nazivani tzv. revizionistima, frakcionašima ili disidentima.

## Nomenklatura u SFRJ
Jugokomunistička nomenklatura zalagala se za jugoslavenski unitarizam. Hrvatska emigracija predstavljala je, po Vladimiru Bakariću, zbog njezine brojnosti i intelektualne snage u težnji za rušenjem komunističke vlasti, u domovini najveću opasnost. Milovan Đilas se u knjizi pod nazivom "Nova klasa" kritično osvrnuo na negdašnji titoistički režim.
Jedino su članovi jugoslavenske nomenklature imali političku, upravnu i gospodarsku moć. Ova klasa upravljala je cijelim državnim mehanizmom, kroz jednopartijski sustav. Godine 1988., nešto prije pada komunizma u Istočnoj Europi, utvrđeno je da je u Jugoslaviji, samo jedna desetina stanovništva ostvarivala čak 60% izdataka za potrošnju. [nedostaje izvor]